# 11242 Franspost
11242 Franspost è un asteroide della fascia principale. Scoperto nel 1971, presenta un'orbita caratterizzata da un semiasse maggiore pari a 2,2783860 UA e da un'eccentricità di 0,0577896, inclinata di 6,44299° rispetto all'eclittica.